# Backbone Entertainment
Backbone Entertainment è un'azienda statunitense produttrice di videogiochi indipendente con sede a Emeryville in California nel 2003. Due anni dopo, la compagnia si è unita a The Collective diventando Foundation 9 Entertainment.
La Backbone Entertainment è nata dall'unione avvenuta nel 2003 della Digital Eclipse Software con la ImaginEngine. La Digital Eclipse Software si era specializzata nei videogiochi arcade e in quelli per console portatile, e in precedenza aveva studi a Emeryville, in California ed a Vancouver, nella Columbia Britannica. La ImaginEngine era invece specializzata in software per bambini e aveva studi a San Francisco, California e Boston, Massachusetts. I team di programmatori di San Francisco e di Emeryville furono uniti presso Emeryville in seguito alla fusione delle due aziende.
Nel 2005 la Backbone si fuse con The Collective per formare la Foundation 9 Entertainment, attiva fino al 2015.
ImaginEngine chiuse nel 2012.
Nel 2015 Other Ocean Group acquisì il marchio Digital Eclipse e ricostituì l'azienda (ancora attiva al 2023), specializzandola nei remake di giochi storici.
Fra i giochi sviluppati dall'azienda si possono citare Bomberman Live e Shrek N' Roll per Xbox 360, Super Puzzle Fighter II Turbo HD Remix per Xbox 360 e PlayStation 3, Sega Mega Drive Collection per PlayStation 2 e PlayStation Portable e Sega Mega Drive Ultimate Collection per Xbox 360 e PlayStation 3. L'azienda ha inoltre creato un bonus disc per Halo 3, incluso in alcune edizioni speciali del videogioco.